# Cyclops serrulatoides
Cyclops serrulatoides – gatunek widłonoga z rodziny Cyclopidae. Nazwa naukowa gatunku została po raz pierwszy opublikowana w 1927 roku przez francuskiego biologa Alphonse’a Labbé.